# Садбарґхо
Садбарґхо (тадж. Садбаргҳо) — село у складі Хатлонської області Таджикистану. Входить до складу Кахрамонського джамоату району імені Мір Саїда Алії Хамадоні.
Назва означає троянди. Колишня назва — Участок імені Чапаєва.
Населення — 1464 особи (2010; 1434 в 2009, 798 в 1981).
Національний склад станом на 1981 рік — таджики та узбеки.